# Gardner Canal
Gardner Canal är en fjord i Kanada. Den ligger i Regional District of Kitimat-Stikine och provinsen British Columbia, i den sydvästra delen av landet, 3 800 km väster om huvudstaden Ottawa. Den är 90 km lång och om man räknar in längden för alla anslutande vattendrag blir det 320 km vilket gör den till ett av de största fjordsystemen i världen. Mynningen till kanalen ligger öster om ön Hawkesbury. Den är namngiven av George Vancouver efter britten Alan Gardner.
Under årtusenden har haisla haft sina boplatser och jakt- och fiskemarker i anslutning till fjorden. År 2012 återförde haisla G'psgolox totempåle, som de återfått från Etnografiska museet 2006, till begravningsplatsen vid den tidigare boplatsen Kemano.